# Antoine Joseph Pater

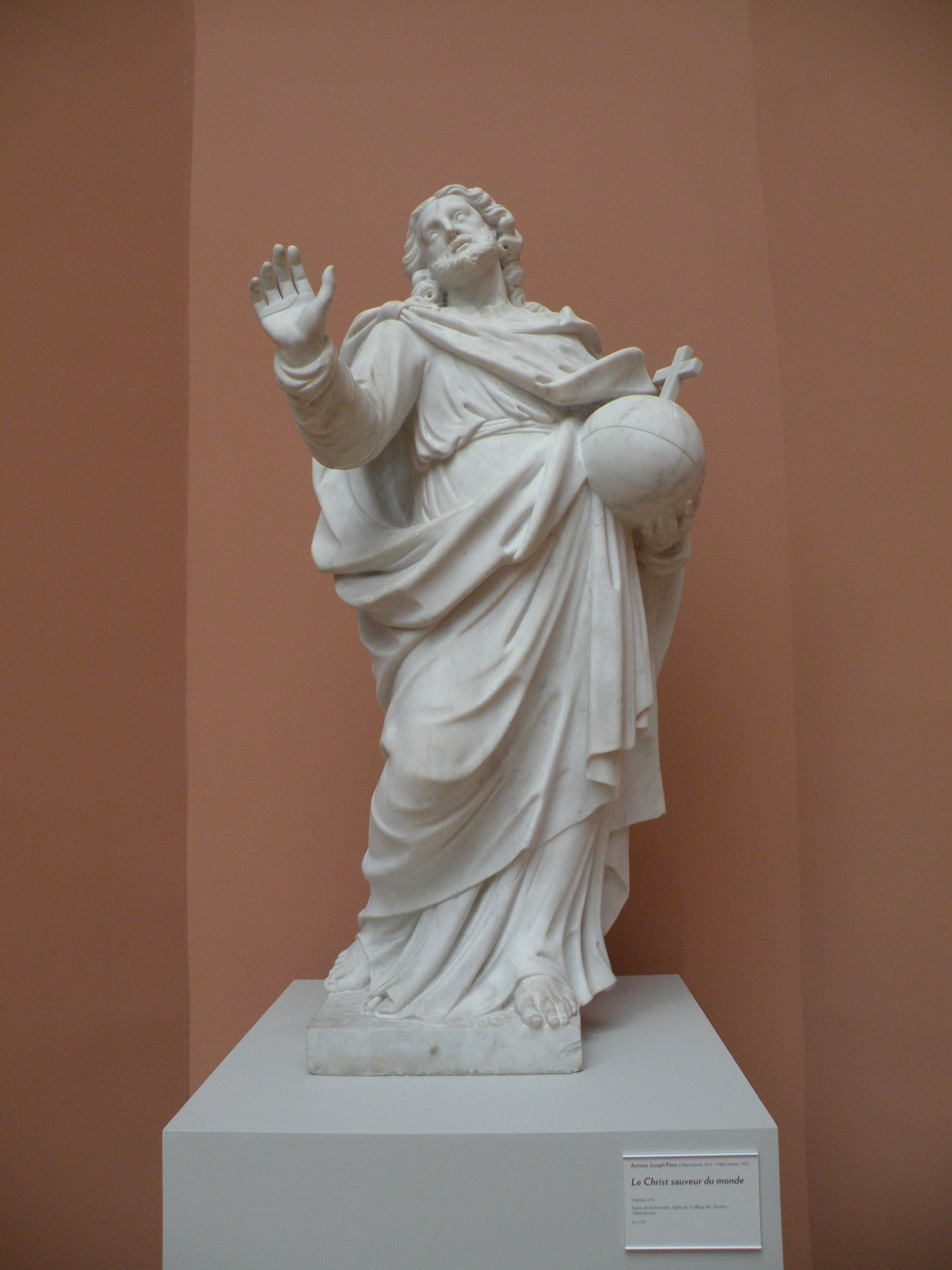
Le Christ sauveur du monde (1717), marbre, musée des beaux-arts de Valenciennes.

Antoine Joseph Pater, né le 27 février 1670 à Valenciennes, où il est mort le 24 février 1747, est un peintre et sculpteur français.

## Biographie
Après avoir obtenu sa maîtrise en 1693, Antoine Joseph Pater réalise des enseignes, des dalles mortuaires, des décorations de buffet d’orgues ou d’autels.
Il épouse Jeanne Élisabeth de Fontaine qui lui donne un fils, le peintre Jean-Baptiste Pater, dont il a été le premier maitre. Son élève Jacques Saly a sculpté son buste, et François Watteau, qui a été le maitre de son fils, a peint son portrait. L'historien de l'art Walter Pater a avancé l'idée que Watteau aurait été son élève, mais sans en produire la preuve. 

## Élèves
- Jacques Saly

## Œuvres dans les collections publiques
- Valenciennes :
  - église Notre-Dame-la-Grande : buffet d'orgue (église détruite en 1793) ;
  - église Saint-Géry : réfection de l'autel en 1703 ;
  - église Saint-Jean : buffet d'orgue ;
  - église Saint-Nicolas : décoration du chœur ;
  - porte de Famars, dite aussi porte de Cambrai (détruit)
  - musée des beaux-arts :
    - Le Christ sauveur du monde, 1717, marbre, statue provenant de l'église Saint-Nicolas de Valenciennes ;
    - La Soirée, huile sur toile, œuvre disparue[4]